# Kanojo x kanojo x kanojo
Kanojo x kanojo x kanojo (彼女×彼女×彼女?) è il titolo di una serie di visual novel giapponesi di genere hentai. Ad oggi sono usciti due videogiochi: il primo del 2008 è intitolato Kanojo x kanojo x kanojo: San shimai to no dokidoki kyōdō seikatsu, mentre il secondo del 2009 è intitolato Kanojo x kanojo x kanojo: Kanzenban. Nel 2009 il primo videogioco è stato adattato in una serie OAV anime composta da 3 episodi e prodotta dallo Studio Eromatick. Il 19 aprile 2013 è stato pubblicato un nuovo OAV dalla durata di 90 minuti mostrante una storia alternativa a quella dei primi 3 episodi.

## Trama
Haruomi vive pacificamente su una piccola isola, sulla quale un vulcano un giorno erutta; è costretto quindi a lasciare la sua casa. Deve quindi trasferirsi nel Giappone metropolitano in casa di tre sorelle, lontane parenti che non vede da molto tempo: Natsumi, Akina e Mafuyu. Le tre ragazze sono molto carine: la sua vita pacifica si interromperà e cambierà in un'eccitante vita erotica.

## Personaggi
Haruomi Shiki
Doppiato da: Hyakutarō Tanaka
Akina Orifushi
Doppiata da: Miyabi Arisugawa
Natsumi Orifushi
Doppiata da: Kotone Hirokawa
Mafuyu Orifushi
Doppiata da: Kana Nojima
Midori Byakudan
Doppiata da: Mikoto Ayane
Suzuran Himenohara
Doppiata da: Runa Sakaki

## Episodi
| Nº | Giapponese 「Kanji」 - Rōmaji                                                                  | In onda          | In onda |
| Nº | Giapponese 「Kanji」 - Rōmaji                                                                  | Giapponese       |         |
| 1  | 「都会はおっとり、しっかり、小悪魔パラダイス」 - Tokai wa ottori, shikkari, koakuma paradaisu  | 25 dicembre 2009 |         |
| 2  | 「都会はトイレ、保健室、メイドパラダイス」 - Tokai wa toire, hokenshitsu, meido paradaisu      | 18 giugno 2010   |         |
| 3  | 「都会はお祭りとお風呂とハーレムパラダイス」 - Tokai wa omatsuri to o furo to hāremu paradaisu | -                |         |